# آزاریا آدلیان
آزاریا آدلیان (ارمنی: Ազարիա Ադելյան؛ انگلیسی: Azaria Adelean زادهٔ ۱۷ ژوئن ۱۸۷۱ - درگذشته ۹ نوامبر ۱۹۰۳) نویسنده اهل ارمنستان بود.

## زندگی‌نامه
با نام اصلی آزاریا مارتیرورسی دانیلیان (ارمنی: Ազարիա Մարտիրոսի Դանիելյան) در روستای مغری، ارمنستان به دنیا آمد. در زادگاهش و باکو تحصیل نمود. سپس تحصیلاتش در بین سال‌های ۱۸۹۲ تا ۱۹۰۱ در رشته شیمی در پلی‌تکنیک ریگا ادامه داد. تا زمان مرگ زودرسش در ایروان و زادگاهش تدریس نمود. نثر وی عمدتاً با مشکلات اجتماعی در مناطق روستایی سروکار دارد.